# Prästmans dagbok (film)
Prästmans dagbok (franska: Journal d'un curé de campagne) är en fransk dramafilm från 1951 i regi av Robert Bresson. Filmen bygger på romanen med samma namn av Georges Bernanos.